# 植酸
植酸又稱肌醇六磷酸，在多種植物組織（特别是米糠與種子）中作為磷的主要儲存形式，種子中60-80%的磷來自於植酸，其結構是肌醇的6个羥基均被磷酸酯化生成的肌醇衍生物。然而人與非反芻动物是不能消化植酸的，因此它對於膳食來說既不是肌醇的來源也不是磷酸的來源。是一種常見於植物中的抗營養因子，會影響生物對營養元素的吸收效率。